# Macrosiris
Macrosiris es, en la mitología griega, el nombre que recibe un gigante cuyo cuerpo fue encontrado, según la tradición, en una isla cerca de Atenas, en una tumba de 100 codos de longitud. El cuerpo estaba dentro de una urna en la que se hallaba una inscripción que identificaba el nombre del enterrado y la afirmación de que había vivido cinco mil años. 